# Карабау (Сариагаський район)
Караба́у (каз. Қарабау) — село у складі Сариагаського району Туркестанської області Казахстану. Входить до складу Жібекжолинського сільського округу.
До 2008 року село називалося 13 літ Казахської РСР.
Населення — 935 осіб (2021; 890 у 2009, 696 у 1999, 511 у 1989).